# Le Tholy
Le Tholy är en kommun i departementet Vosges i regionen Grand Est (tidigare regionen Lorraine) i nordöstra Frankrike. Kommunen ligger i kantonen Remiremont som tillhör arrondissementet Épinal. År 2022 hade Le Tholy 1 495 invånare.

## Befolkningsutveckling
Antalet invånare i kommunen Le Tholy
| Referens: INSEE |